# Ezion-Geber

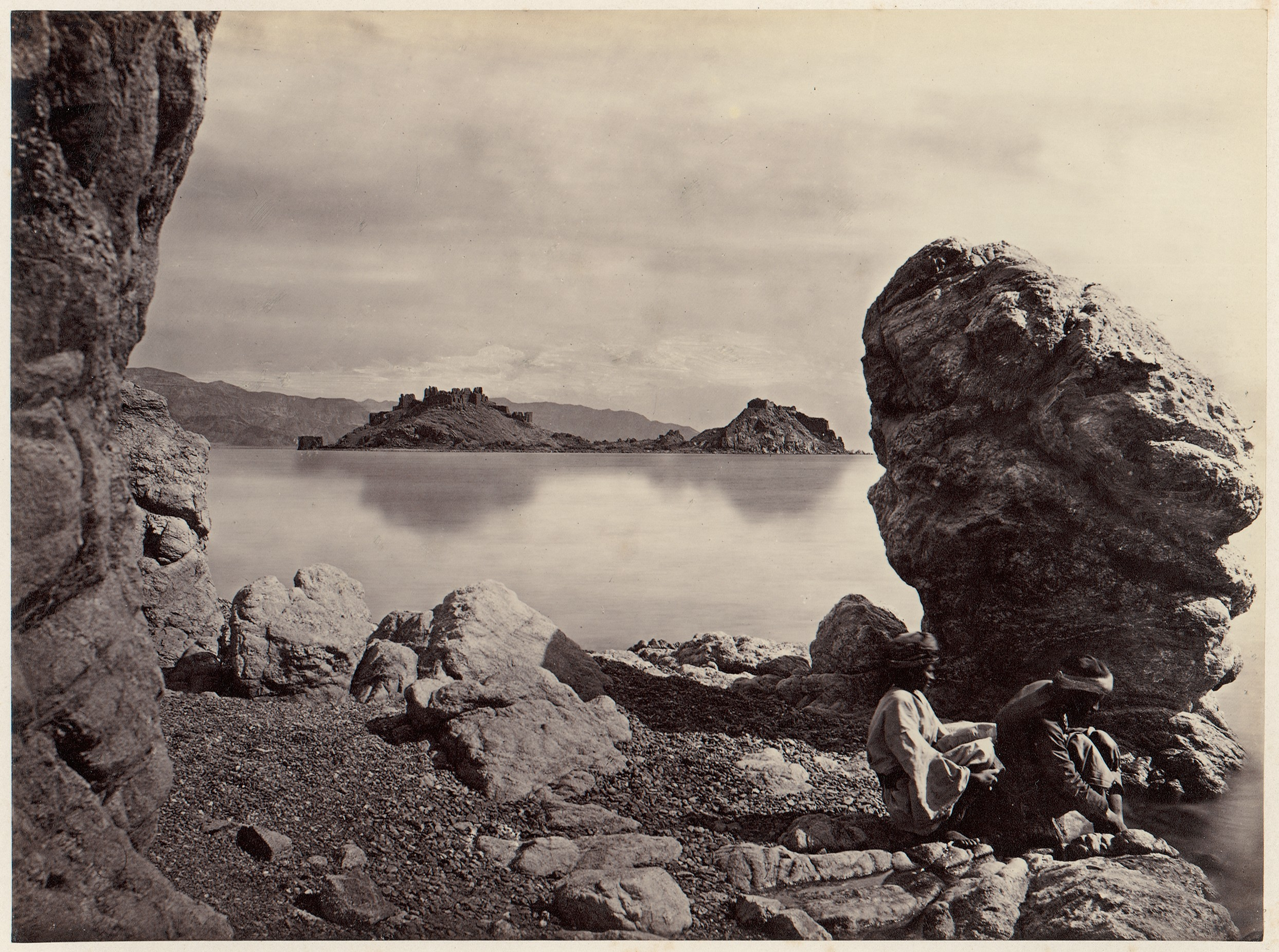
L'île du pharaon dans le golfe d'Aqaba

Ezion-Geber (Hébreux עֶצְיֹן גֶּבֶר) est une ville d'Édom selon la bible hébraïque, actuellement un port à l'extrémité du Golfe d'Aqaba. Selon Targum Jonathan, le nom signifie "ville du coq" (כְּרַך תַּרְנְגוֹלָא).